# Selección masculina de rugby 7 de Hong Kong China
La selección masculina de rugby 7 de Hong Kong China es el equipo representativo de la Región Administrativa Especial de Hong Kong de la República Popular China, en la modalidad de rugby 7 regulado por la Hong Kong Rugby Football Union para competir en la Copa del Mundo, en la Serie Mundial y en torneos asiáticos.

## Uniforme
Hong Kong usa camiseta azul oscura, a veces, atravesada con una gran franja roja y horizontal. El short blanco o azul oscuro y las medias azul oscuras.

## Palmarés
- Juegos Asiáticos (2): 2018, 2022.
- Asian Sevens Series (6): 2012, 2014, 2016, 2021, 2022, 2024.

## Participación en copas
| - Edimburgo 1993: 17.º puesto - Hong Kong 1997: 10 º puesto - Mar del Plata 2001: 21..eɽ puesto - Hong Kong 2005: 21..eɽ puesto - Dubái 2009: 19.º puesto - Moscú 2013: 21..eɽ puesto - San Francisco 2018: 18.º puesto - Ciudad del Cabo 2022: 19º puesto - Bangkok 1998: 5.º puesto - Busan 2002: 4.º en el grupo - Doha 2006:5.° puesto - Guangzhou 2010: 2º puesto - Incheon 2014: 2º puesto - Yakarta - Palembang 2018: 1º puesto - Akita 2001: no participó - Duisburgo 2005: no participó - Kaohsiung 2009: 8º puesto (último) - Cali 2013: 5º puesto - no ha clasificado | - Serie Mundial 99-00: 18.º puesto (0 pts) - Serie Mundial 00-01: 18.º puesto (1 pts) - Serie Mundial 01-02: 16.º puesto (0 pts) - Serie Mundial 02-03: 20.º puesto (0 pts) - Serie Mundial 03-04: 15.º puesto (0 pts) - 2004-05 al 2006-07: no participó - Serie Mundial 07-08: 18.º puesto (0 pts) - Serie Mundial 08-09: 17.º puesto (0 pts) - 2009-10 al 2010-11: no participó - Serie Mundial 11-12: 20.º puesto (5 pts) - Serie Mundial 12-13: 16.º puesto (7 pts) - Serie Mundial 13-14: no participó - Serie Mundial 14-15: 17.º puesto (1 pt) - Serie Mundial 15-16: no participó - Serie Mundial 16-17: 20.º puesto (1 pt) - Serie Mundial 17-18: no participó - Serie Mundial 18-19: 21..eɽ puesto (1 pts) - Serie Mundial 19-20: no participó - Serie Mundial 20-21: 8º puesto (16 pts) - Serie Mundial 22-23: 17º puesto (5 pts) - Challenger Series 2020: 2° puesto - Challenger Series 2022: 5° puesto - Challenger Series 2023: 4° puesto - Asian Sevens Series 2014: campeón - Asian Sevens Series 2015: 2º puesto - Asian Sevens Series 2016: campeón - Asian Sevens Series 2017: 2º puesto - Asian Sevens Series 2018: 2º puesto - Asian Sevens Series 2019: 2º puesto - Asian Sevens Series 2021: Campeón |